# Bouvieraxius
Bouvieraxius is een geslacht van kreeftachtigen uit de klasse van de Malacostraca (hogere kreeftachtigen).

## Soorten
- Bouvieraxius keiensis Sakai, 1992
- Bouvieraxius longipes (Bouvier, 1905)
- Bouvieraxius rudis (Rathbun, 1906)
- Bouvieraxius springeri Kensley, 1996